# Lathronympha sardinica
Lathronympha sardinica is een vlinder uit de familie bladrollers (Tortricidae). De wetenschappelijke naam is voor het eerst geldig gepubliceerd in 1995 door Trematerra.
De soort komt voor in Europa.